# Herrschaft Triebel

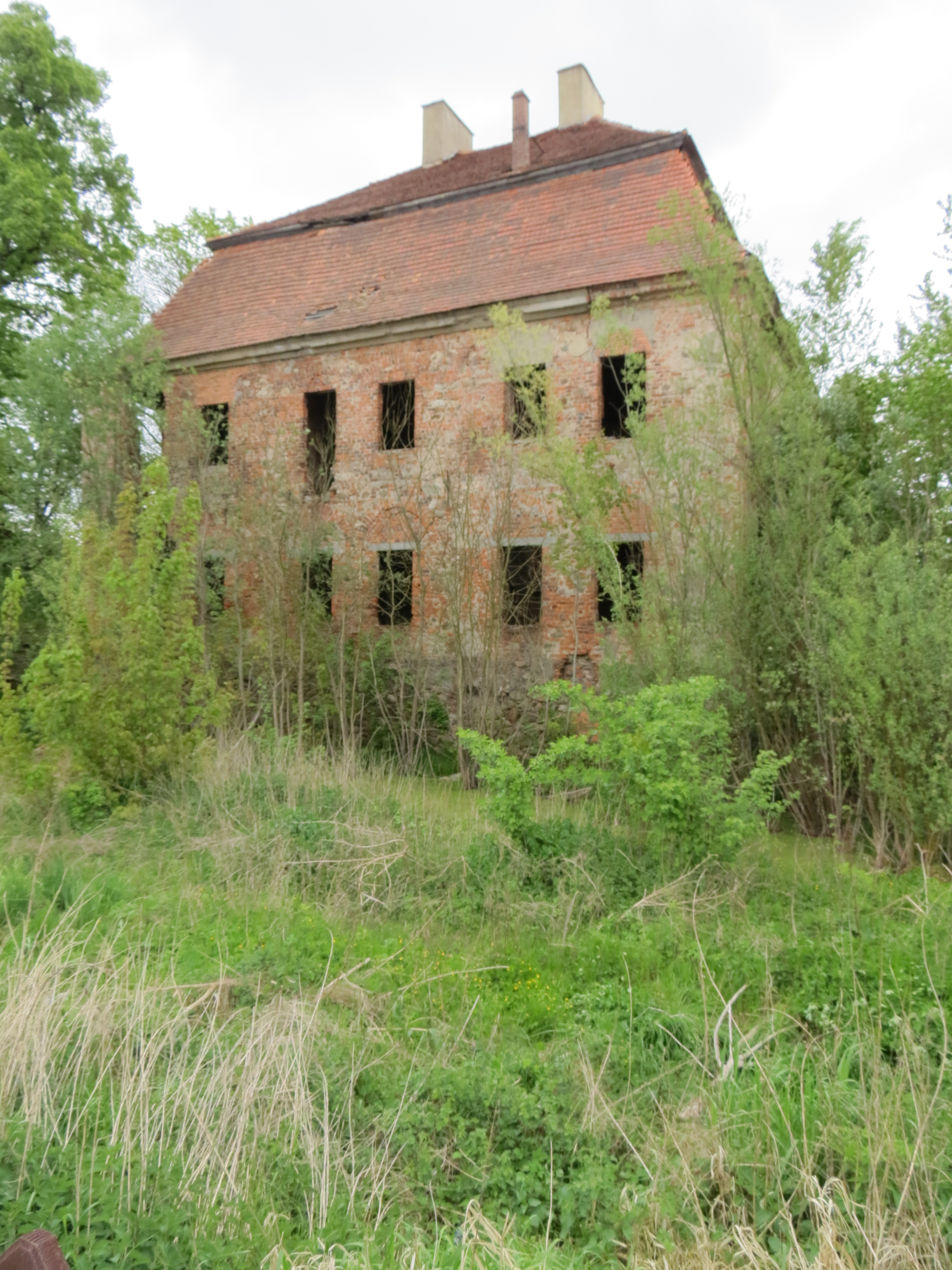
Ruine des ehemaligen Schlosses von Triebel

Die Herrschaft Triebel war eine kleine Adelsherrschaft um die Stadt Triebel in der östlichen Niederlausitz. Das Gebiet liegt heute in der Woiwodschaft Lebus in Polen sowie zu einem kleinen Teil im südöstlichen Land Brandenburg in Deutschland.

## Geschichte
Das Gebiet um Triebel kam nach 1319 nach dem Aussterben der Askanier an Herzog Heinrich von Jauer.
Möglicherweise 1329, spätestens 1345 waren die Herren von Hackeborn im Besitz der Herrschaft Triebel, gemeinsam mit der Herrschaft Priebus. Seit 1364 stand sie unter böhmischer Lehnsherrschaft. Vor 1410 ging die Herrschaft  an Otto von Kittlitz, den vormaligen Landvogt der Niederlausitz. Dieser verkaufte sie 1411 an Johann III. von Bieberstein, von dem sie seitdem gemeinsam mit der Herrschaft Sorau regiert wurde.
1490 kam sie unter sächsische Landeshoheit, 1521 wieder unter böhmische.
1551 fielen die Herrschaft Sorau und Triebel nach dem Aussterben derer von Bieberstein an König Ferdinand I. als erledigtes Lehen. Dieser verkaufte sie 1557 an den Breslauer Bischof Balthasar von Promnitz, in dessen Familie die Herrschaft verblieb. 
1735 kam sie wieder unter sächsische Landeshoheit, 1765 wurde die Herrschaft an das Kurfürstentum Sachsen verkauft. Dort wurde sie dem Gubenschen Kreis eingegliedert.
1815 kam das Gebiet zum Königreich Preußen, wo es seit 1816 zum Kreis Sorau gehörte.

## Gebiet
1552 gehörten zur Herrschaft Triebel
Kammerdörfer
- Buckoka
- Gebersdorf
- Groß Hennersdorf
- Klein Hennersdorf
- Jeßmenau
- Zeisdorf (das halbe Dorf)

Vasallendörfer
- Kalke
- Klein Düben
- Tschacksdorf

Im 18. Jahrhundert waren es dann neben der Stadt Triebel neun Amtsdörfer und drei Vasallendörfer.
weitere Kammer- oder Amtsdörfer
- Krohle
- Groß Särchen
- Klein Särchen

## Herren von Triebel
Die Herrschaft Triebel bestand nur wenige Jahrzehnte als weitestgehend selbstständige Herrschaft (unter schlesischem, dann böhmischen Lehen). Als Herren von Triebel wurden erwähnt.
- Albrecht von Hackeborn, 1345
- Otto von Kittlitz, 1411, verkauft die Herrschaft
- Johann von Bieberstein, seit 1411

Seirdem wurde sie gemeinsam mit der Herrschaft Sorau regiert.